# Norantea
Norantea es un género con 55 especies de plantas con flores perteneciente a la familia Marcgraviaceae. 

## Especies seleccionadas
- Norantea adamantium
- Norantea albido-rosea
- Norantea anomala
- Norantea aurantiaca
- Norantea bahiensis
- Norantea berterii
- Norantea brachystachya